# SkySails
SkySails es la marca registrada de un sistema de propulsión a viento completamente automático, basado en un cometa de tracción, capaz de tirar a buques de carga, grandes yates y arrastreros. El sistema es producido por la empresa alemana SkySails GmbH & Co. KG con sede principal en Hamburgo.

## Empresa
SkySails GmbH & Co. KG fue fundada en el año 2001 en Hamburgo por el ingeniero industrial Stephan Wrage y el ingeniero naval Thomas Meyer como sociedad de responsabilidad limitada. Ella fue inscrita el 15 de febrero de 2002 en el registro mercantil de Hamburgo bajo el número HRB 82712.
La sede principal está situada en Hamburgo. Además se mantiene un centro de prueba en Wismar (Alemania).

## Marca
SkySails es la marca registrada del sistema de propulsión para barcos basado en un cometa de tracción.

## Sistema
SkySails son sistemas de propulsión a viento para la moderna navegación. Con ellos, el funcionamiento de los barcos será más rentable, seguro, ecológico e independiente de escasas fuentes de petróleo.
El sistema SkySails incluye tres componentes principales: Un cometa de tracción con cable, un sistema de despegue y aterrizaje al igual que un sistema de manejo completamente automático. En vez de velas tradicionales con mástil utiliza SkySails grandes cometas para crear la propulsión. Su forma es comparable con la de un parapente. La cometa de tracción está hecha de fibras textiles altamente resistentes y a prueba de la inclemencias del tiempo (lluvia, sol,..)
Los SkySails, volando atados a los barcos, pueden operar en alturas de entre 100 y 300 metros, en las cuales reinan vientos más fuertes y constantes. Los SkySails generan entre el doble y el triple de la energía comparado con velas convencionales.
Las fuerzas de tracción son transmitidas al barco a través de un cable de materia plástica altamente resistente
El sistema de despegue y aterrizaje absorbe automáticamente el despegue y la recogida del cometa. Éste es instalado en la proa del barco. Para el despegue la cometa es elevado de su depósito por el mástil telescópico. Llegando a la altura mínima la cometa se desplega hasta alcanzar su expansión total y puede despegar. El cable es arreado con un cabrestante hasta alcanzar su altura de operación. El aterrizaje funciona de manera inversa. El proceso de despegue o aterrizaje ocurre automáticamente y dura entre 10 y 20 minutos.
La tecnología SkySails puede ser rearmada sin problemas en casi todos los tipos de buques de cargo, grandes yates y arrastreros.

## Premios
- Futureaward 2007 

- Campeones de fundadores 2007 

- Red Herring 100 Europe Award

- Premio del Concurso de ideas Peixe Verde

- Premio de innovación de “Welt der Wunder” (Mundo de los milagros)

- Premio de innovación de la economía alemana

- País de las ideas – SkySails un lugar en el país de las ideas

- Global 100 Eco-Tech Award

- The Outstanding Young Person 2004

- Premio de innovación del senado de la ciudad de Hamburgo